# Institutul Stephen Roth
Institutul Stephen Roth pentru Studierea Antisemitismului și Rasismului Contemporan este un institut de cercetare din cadrul Universității din Tel Aviv, Israel.
Este o sursă de informații, oferă un forum pentru discuții academice și desfășoară cercetări cu privire la teoriile și manifestările antisemite și rasiste. Institutul pune accentul pe analizarea socială și politică a acestor fenomene în perioada de la sfârșitul celui de-al Doilea Război Mondial și contextul lor istoric.

## Fondare și misiune
Institutul a fost fondat ca Proiect pentru Studiul de Anti-Semitism în toamna anului 1991, și a fost condusă de Prof. dr. Dina Porat Universitatea din Tel Aviv până în 2010. De atunci, dr. Scott Uri de la Departamentul de Istorie evreiască a Universității din Tel Aviv a fost director al Institutului Roth. Institutul este situat în Facultatea de Științe Umaniste a Universității din Tel Aviv și este asociat cu Biblioteca Wiener pentru Studiul Epocii Naziste și a Holocaustului din Tel Aviv, care deține una dintre cele mai bogate colecții de documente referitoare la mișcările și regimurile fasciste și la antisemitism. Institutul primește vizitatori și favorizează cooperarea cu universități și institute de cercetare din afara Israelului.

## Activități
Activitățile institutului sunt:
- Menținerea unei baze de date, disponibile gratuit pe Internet, care înregistrează detalii despre incidentele antisemite din întreaga lume.
- Organizarea de conferințe și simpozioane academice la Universitatea din Tel Aviv, care aduc laolaltă cercetători ce prezintă studii și poartă discuții pe un anumit subiect - atât în mod independent, cât și în cooperare cu instituțiile academice din și din afara Israelului.
- Publicarea unui raport anual privind incidentele și tendințele antisemite din întreaga lume.
- Găzduirea de cercetători străini, a căror cercetare abordează diverse aspecte ale antisemitismului și ale rasismului. Printre vizitatorii recenți pe termen lung se numără profesorii Omer Bartov de la Brown (2014), Jan T. Gross de la Princeton (2012), Sol Goldberg de la Universitatea din Toronto (2014 și 2015), Jonathan Judaken de la Colegiul Rhodes din Memphis (2011), Jonathan Karp de la SUNY, Binghamton (2016), Kamil Kijek de la Universitatea din Wroclaw (2016), Mia Spiro de la Universitatea din Glasgow (2017), Thomas Sugrue de la University of Pennsylvania (2013) și Kalman Weiser de la York University din Toronto (2014 și 2015).
- Printre alți vizitatori internaționali găzduiți de Institutul Roth din 2010 se află: prof. Elisheva Carlebach, Universitatea Columbia, Deborah Dwork, Universitatea Clark, Eugene Avrutin,  Universitatea Illinois, Johannes Becke, Heidelberg, Michal Bilewicz, Universitatea din Varșovia, Donald Bloxham, Edinburgh, Alon Confino, University of Virginia, David Engel, NYU, Barbara Engelking-Boni, Centrul Polonez pentru Cercetarea Holocaustului din Varșovia, David Feldman, Institutul Pears, Colegiul Birkbeck din London, Paula S. Fass, Universitatea Berkeley din California, Carole Fink, Universitatea din Ohio, Olga Gershenson, U Mass, Amherst, Julie Gottlieb, Universitatea din Sheffield, Jan Grabowski, Universitatea din Ottawa, Atina Grossman, Cooper Union, Ariela Gross, USC Law School, Anna Hajkova, Universitatea Warwick, Jan Hartman, Universitatea Jagielloniană din Cracovia, Dagmar Herzog, CUNY Graduate Center, prof. Martha Himmelfarb, Princeton, Brian Horowitz, Tulane, Stefan Ihrig, Universitatea din Haifa, Agnieszka Jagodzinska, Universitatea din Wroclaw, Polonia,  Jack Jacobs, Colegiul John Jay, Jonathan Karp, SUNY Binghampton, Hillel Kieval, Universitatea Washington din St. Louis, Kamil Kijek, Universitatea din Wroclaw, Jeffrey Kopstein, Universitatea din Toronto, Paul Lerner, USC, Alex Lichtenstein, Universitatea Indiana, Olga Litvak, Universitatea Clark, James Loeffler, Universitatea din Virginia, Michael L. Miller, Universitatea Central Europeană din Budapesta, Daniel Monterescu, Universitatea Central Europeană din Budapesta, Amos Morris-Reich, Universitatea din Haifa, Samuel Moyn, Harvard, Norman Naimark, Universitatea Stanford, Benjamin Nathans, Universitatea din Pennsylvania, David Nirenberg, Universitatea din Chicago, Jess Olson, Universitatea Yeshiva, Andrea Orzoff, statul New Mexico, Derek Penslar, Universitatea Oxford/Universitatea din Toronto, Ellie Schainker, Universitatea Emory, Raz Segal, Universitatea Stockton, Daniel Schroeter, Universitatea din Minnesota, Yohanan Petrovsky-Shtern, Northwestern, Nancy Sinkoff, Rutgers University, Andrew Sloin, CUNY, Darius Staliunas, Lithuanian Institute of History, Adam Teller, Brown University, Stefan Vogt, Frankfurt, Theodore Weeks, Southern Illinois University, Ulrich Wyrwa, Centrul de Cercetare a Antisemitismului, Universitatea Tehnică din Berlin și Tara Zahra, Universitatea din Chicago.
- Participarea la conferințe anuale, ateliere periodice și schimburi academice organizate de International Consortium for Research on Antisemitism and Racism Arhivat în 20 august 2017, la Wayback Machine. (ICRAR), în colaborare cu Institutul Pears pentru Studiul Antisemitismului din Londra, Centrul de Cercetare cu privire la Antisemitism de la Universitatea Tehnică din Berlin și alte instituții din Europa, Israel și America de Nord.
- Sprijinirea studenților și cercetătorilor de la Universitatea din Tel Aviv, a căror cercetare urmărește studierea și înțelegerea antisemitismului și a rasismului.
- Publicarea studiilor privind aspectele particulare ale subiectului.
- Realizarea unor proiecte de cercetare privind aspecte ale manifestărilor antisemite și rasiste. În acest scop, adoptă o abordare interdisciplinară care se bazează pe resursele altor departamente ale Universității din Tel Aviv.